# Xã Rose, Quận Stutsman, Bắc Dakota
Xã Rose (tiếng Anh: Rose Township) là một xã thuộc quận Stutsman, tiểu bang Bắc Dakota, Hoa Kỳ. Năm 2010, dân số của xã này là 73 người.